# اینانا سرکیس
اینانا سرکیس ((به انگلیسی: Inanna Sarkis)؛ زادهٔ ۱۵ مهٔ ۱۹۹۳) یک هنرپیشه، مانکن و کارگردان فیلم آشوری‌تبار اهل کانادا است. وی از سال ۲۰۱۰ میلادی تاکنون مشغول فعالیت بوده‌است. او متولد کانادا ، و زاده شده از پدری سوری و مادری بلغارستانی است.
او ایفاگر شخصیت «میس نورث» در دبلیودبلیوئی است و برای شرکت اسپرینت و فیلم سینماییِ کینگزمن: محفل طلایی نیز فعالیت تبلیغاتی نموده‌است.